# Obelia fimbriata
Obelia fimbriata is een hydroïdpoliep uit de familie Campanulariidae. De poliep komt uit het geslacht Obelia. Obelia fimbriata werd in 1848 voor het eerst wetenschappelijk beschreven door Dalyell. 